# Nicolas Ager
Nikolaus Ager (también Agerius) (* 1568 – 1634) fue un botánico francés, nacido en Alsacia, altamente reconocido por su tratado De Anima Vegetiva, de 1629.
Estudió en Basilea, graduándose, no obstante, en Estrasburgo, donde fue profesor desde 1618 también de medicina y de botánica. También se ocupó de las zoófitas, las cuestiones de la nutrición y las enfermedades mentales.

## Algunas publicaciones
- Theses physico-medicae de homine sano. 1593
- Disputatio de Zoophytis. 1625
- Disputatio de anima vegetativa. 1629
- De Vita et Morte & De nutritione

## Honores

### Epónimos
familia Scrophulariaceae
- Paederota ageria L.[2][3]
- Wulfenia ageria Sm.[4]